# Street Skateboarding

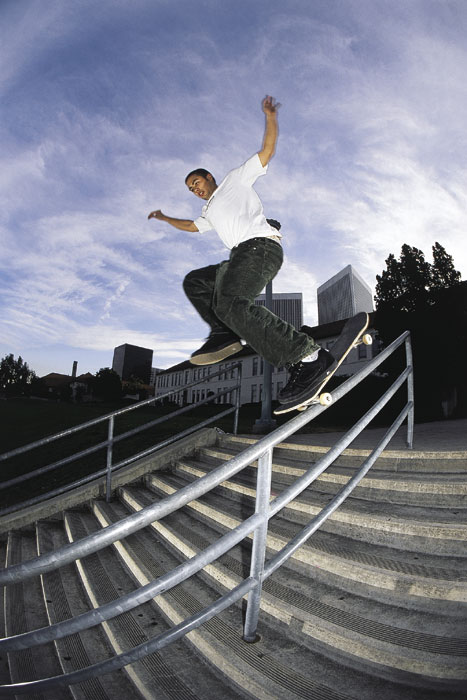
Eric Koston beim Grinden eines Handrails

Street Skateboarding ist eine Skateboard-Disziplin, die sich auf Skateboardtricks in Kombination mit Grinds oder Slides in städtischen Umgebungen und öffentlichen Räumen konzentriert. Das olympische Debüt der Disziplin war bei den Olympischen Sommerspielen 2020 in Tokio.
Street-Skateboarder skaten in städtischen Gebieten, die als „Spots“ bezeichnet werden und in der Regel Straßen, Plätze oder Industriegebiete sind. Um das Street-Skateboarden abwechslungsreicher und komplexer zu gestalten, können Obstacles wie Geländer, Treppen, Mauern, Blumenbeete, Mülleimer, Parkbänke, Picknicktische und andere Straßenmöbel als Teil einer Reihe aufeinander folgender Tricks, einer so genannten „Line“, überquert werden. Viele dieser Obstacles sind in Skateparks aufzufinden.

## Geschichte
In den späten 1980er und frühen 1990er Jahren entwickelte sich das Street-Skateboarden als neue Form des Skateboardens, bei der Elemente aus den anderen Skateboard-Disziplinen verwendet wurden. Maßgeblich beeinflusst wurde diese Bewegung von Freestyle Skateboardern wie Alan Gelfand oder Rodney Mullen, deren erfundenen Tricks auf die Straße gebracht wurden. Anstelle von trockengelegten Schwimmbädern und speziell angelegten Skateparks begannen die Skateboarder, städtische Gebiete und öffentliche Plätze zu nutzen. In den 1980er Jahren verwandelte sich beispielsweise der LOVE Park in Philadelphia von einem Ort, an dem Geschäftsleute zu Mittag aßen, in einen bekannten Skatespot.
In den 90er Jahren, mit dem Aufkommen von Punk und Hip-Hop, wurde das Streetskaten als eine Art kulturelle Bewegung und nicht nur als Sportart populär, ein Trend, der sich durch die technischen Entwicklungen am Ende des Jahrzehnts fortsetzte und ausweitete. Eine neue Art der Skateboard-Decks (mit einem Kicktail an jedem Ende) wurde populär. Das professionelle Skateboarden wurde kommerzialisiert, und in vielen Städten der Welt entstanden Skateshops, die sich auf den Verkauf von Skateboard-Equipment spezialisierten. Skateshops wiederum trugen zur Förderung der Street-Skateboardkultur bei, indem sie Skateboardern einen Ort boten, an dem sie die neuesten Skatevideos (auf VHS-Videokassetten und später DVDs), Zeitschriften oder andere Skateboard-Produkte ausleihen und kaufen konnten. Die Skatevideos machten die Vert-Skater Tony Hawk und Steve Caballero sowie die Street-Skater Natas Kaupas und Mark Gonzalez zu Stars, neben vielen anderen. Das Aufkommen großer Wettkämpfe wie der X-Games, eines vom Kabelfernsehsender ESPN gesponserten alternativen Sportfestivals, das 1995 zum ersten Mal stattfand, verschaffte dem Sport die Aufmerksamkeit der breiten Öffentlichkeit und eine gewisse kommerzielle Legitimität.
Laut Ben Kelly vom Transworld Skateboarding Magazine sind die zehn besten Städte der Welt zum Skaten: Barcelona, Los Angeles, New York City, San Francisco, Paris, Melbourne, London, Shenzhen, Berlin und Tel Aviv.

## Tricks
Beim Street-Skateboarden können Tricks in vier verschiedenen Fußstellungen (Normal/Natural, Fakie, Switch oder Nollie) ausgeführt werden. Fast alle Tricks erfordern einen gewissen Pop von einem der Kicktails auf dem Board, um das Skateboard in die Luft zu bekommen. Skateboarden hat eine eigene Terminologie, die von Skatern verwendet wird, um Fahrstile und Tricknamen zu beschreiben.

Mit Übung lassen sich viele Grinds und Slides beliebig mit anderen Tricks wie dem Kickflip kombinieren, um Variationen zu schaffen. Dadurch entstehen beliebig viele Kombinationen und der Schwierigkeitsgrad wird erhöht. Die Art und Weise, wie ein bestimmter Skater verschiedene Tricks kombiniert, macht seinen einzigartigen Stil aus.

Die Ausführung eines Ollies

Tricks können auf verschiedene Weise beurteilt werden. Übliche Anzeichen für Können sind die Sauberkeit des Tricks, die Höhe des Hindernisses, die Geschwindigkeit des Fahrers, die Länge des Weges beim Grinden oder Sliden und die technische Komplexität bei der Landung des Tricks. Im Street-Skateboarden ist der Stil ein wichtiges Zeichen für Können und Individualität (dieser wird bei Wettkämpfen aber nicht gewertet).
Die grundlegendsten Tricks im Street-Skateboarding basieren auf dem Ollie, ein von Alan „Ollie“ Gelfand erfundener Trick im Jahr 1978. Dabei springt der Fahrer mitsamt dem Skateboard unter den Füßen in die Luft und landet anschließend wieder darauf.

## Equipment

### Skateboard
Ein modernes Skateboard besteht grundlegend aus folgenden Komponenten:
- Deck (Holzboard)
- Griptape (eine Art klebbares Schleifpapier, welches auf das Deck geklebt wird)
- Trucks (Achsen)
- Wheel (Rollen)
- Bearings (Kugellager)
- verschiedenen Muttern und Schrauben

Für Decks, Trucks, Muttern und Schrauben hat sich das imperiale Maß durchgesetzt, während der Durchmesser der Rollen in Millimetern gemessen wird. Skateboard-Teile können einzeln repariert oder ersetzt werden, wenn sie kaputt gehen.

### Skateschuhe
Geeignetes Schuhwerk ist ein wichtiger Bestandteil der Skateboardausrüstung. Moderne Skateschuhe haben sich zum Teil aus der Notwendigkeit heraus entwickelt, die Haltbarkeit zu erhöhen, um dem ständigen Abrieb standzuhalten. Es folgten weitere Innovationen, wie z. B. Designs, die das Risiko von Druckstellen an der Ferse verringern, das „Boardgefühl“ erhöhen und die Haltbarkeit weiter verbessern sollten. Diese Innovationen haben nicht nur die Skateschuhe, sondern auch das moderne Schuhwerk im Allgemeinen verbessert.
Prominente Profi-Skateboarder entwerfen und werben für professionelle Skateboard-Schuhe, oft mit ihrem Namen oder Logo. Dabei gibt es oft mehrere „Profi-Modelle“, die in Massenproduktion hergestellt und im Rahmen von Werbeverträgen mit verschiedenen Skateschuhherstellern verkauft werden.

### Wachs
Street-Skateboarder haben oft einen Wachsblock dabei, mit dem sie Obstacles einreiben, bevor sie einen Trick versuchen. Das Wachs trägt dazu bei, die Reibung zwischen den Oberflächen der beiden Materialien zu verringern, wenn Tricks versucht werden, bei denen gegrindet oder geslidet wird.

## Wettbewerbe
Eine Reihe von großen internationalen Wettbewerben beinhalten eine Street-Disziplin. Einige Beispiele sind:
- Street League Skateboarding
- World Cup of Skateboarding
- Maloof Money Cup
- Gravity Games
- X-Games
- Olympische Sommerspiele (2020 zum ersten Mal)[14][15]

### Olympische Sommerspiele
Die Ankündigung, bei den Olympischen Sommerspielen 2020 Skateboard-Disziplinen einzuführen, hat in der Skateboardszene eine Kontroverse ausgelöst. Viele behaupten, dass man die besten Skater nicht an einem Wettbewerb messen könne und haben eine Anti-Wettkampf Haltung.
Das Debüt der Sportart wurde vom 25. Juli bis 5. August 2021 ausgetragen, jeweils Park und Street bei Männern und bei Frauen. In der Street-Disziplin holten die Japanerin Momiji Nishiya und Japaner Yũto Horigome Gold. Das IOC hat vorläufig eine Skateboard-Veranstaltung für die Olympischen Spiele 2024 in Paris genehmigt.

## Öffentliche Wahrnehmung
In einigen Fällen haben die lokalen Behörden Initiativen ergriffen, die das Skateboarding verbieten, Skateboards konfiszieren oder das Skateboarding durch eine feindliche Architektur oder durch das Anbringen von Anti-Skate-Vorrichtungen in der Umgebung erschweren oder unmöglich machen. Diese Abschreckungsmaßnahmen richten sich in der Regel nicht nur gegen Skateboarder, sondern auch gegen BMX-Fahrer, Rollerblader und Scooter-Fahrer.

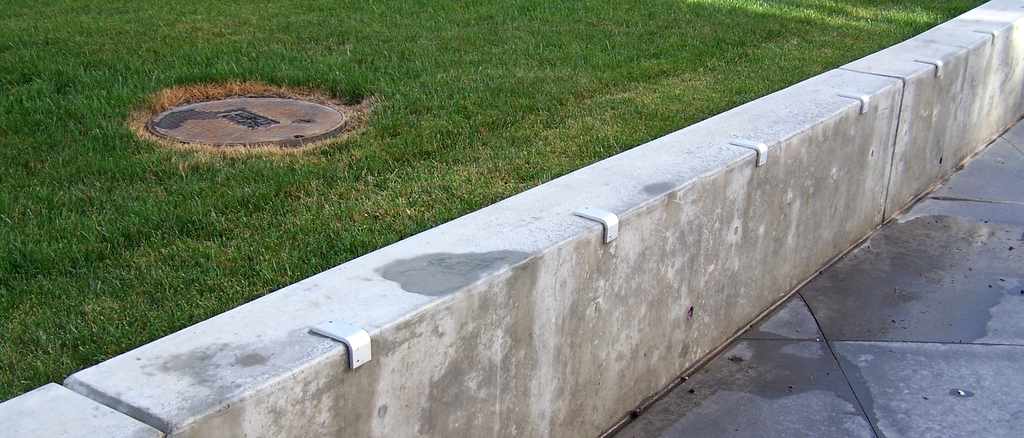
Eine Ledge mit Skatestoppern
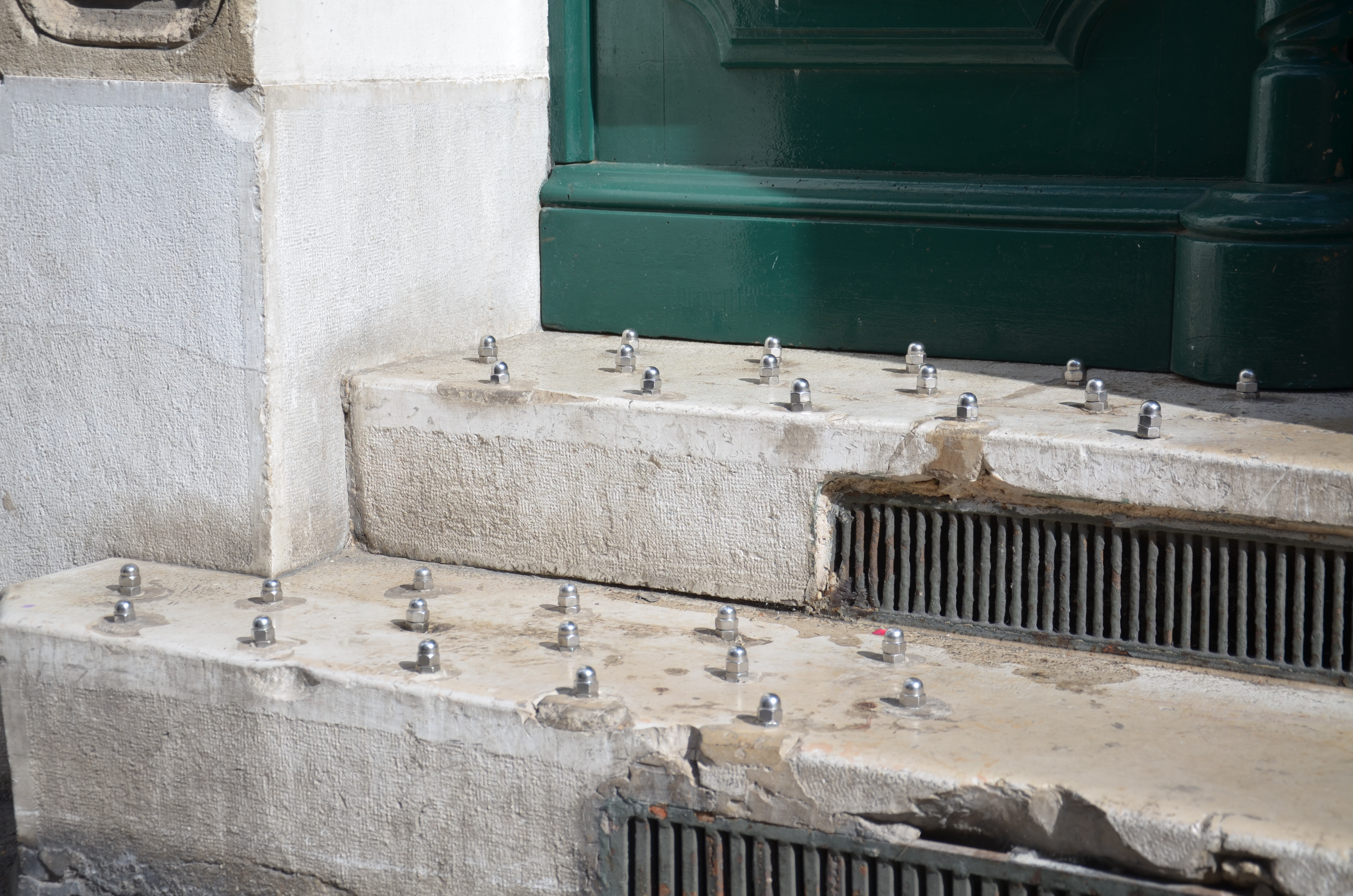
In einigen Bereichen werden Bolzen eingesetzt
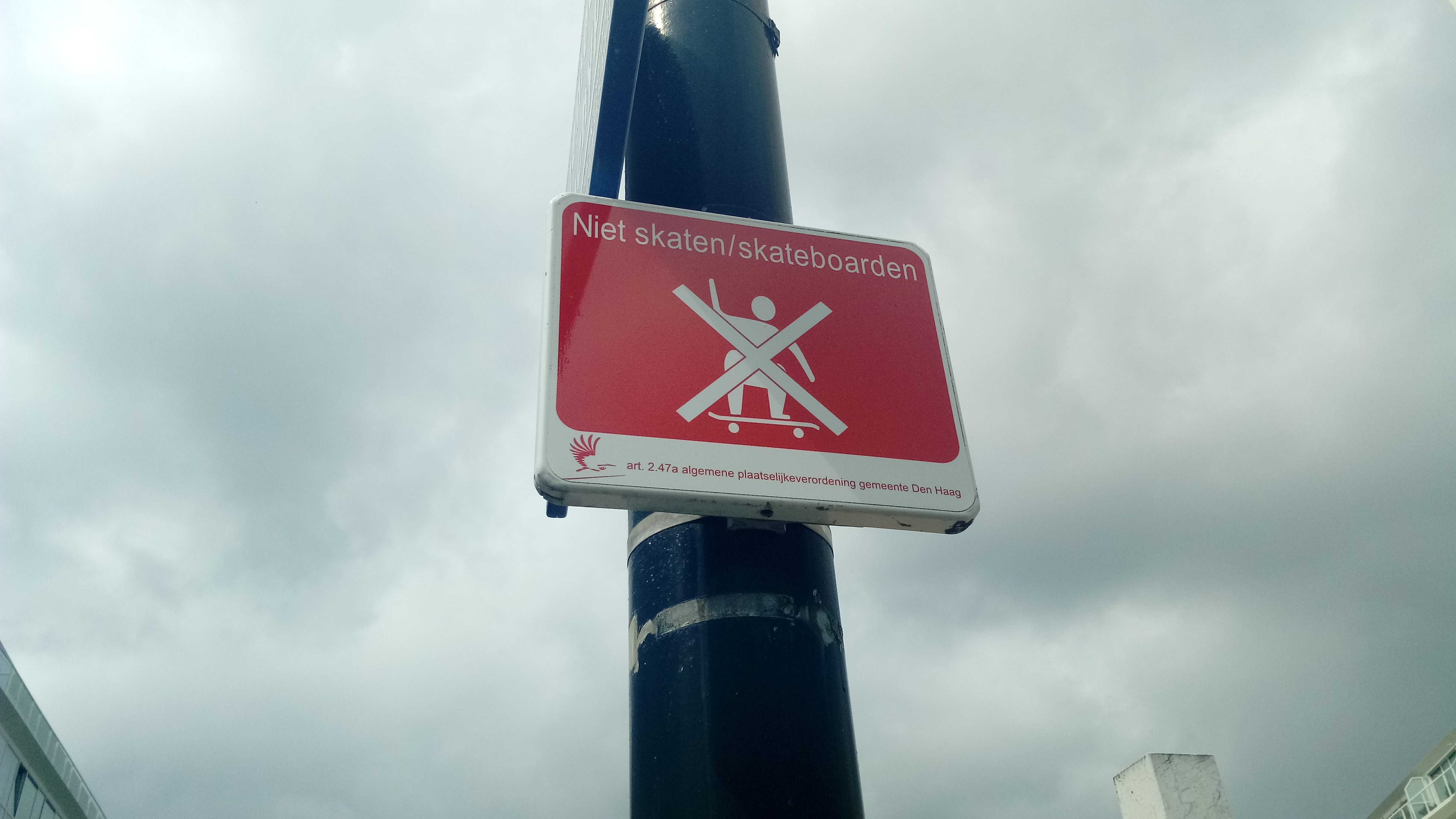
Ein Schild, welches das Skateboarden an diesem Platz verbietet